# 櫛田神社 (射水市)
櫛田神社（くしだじんじゃ）は、富山県射水市にある神社である。式内社で、旧社格は県社。
夫婦円満、家庭和合、縁結びの神として信仰を集める。

## 祭神
武素盞嗚尊と櫛稲田姫命を主祭神とし、以下の人物神を配祀する。
- 武内大臣（武内宿禰）
- 豊臣大臣（豊臣秀吉）
- 源義将君（斯波義将）
- 大亜利家（前田利家）

また、明治時代に近隣の神社を合祀したことにより、以下の神も祀っている。
- 天照皇大神
- 少彦名命
- 豊玉姫命
- 底筒男命（住吉神）
- 息長帯姫命・誉田別命（八幡神）
- 天満天神（菅原道真）

ただし、『越中國式内等舊社記』には当社の祭神は大若子命と記されている。大若子命は筑前国・櫛田神社の主祭神である大幡主大神の別名である。

## 歴史
社伝には、仲哀天皇の時代に武内宿禰が勧請して創祀したと伝える。
当地に残る伝承では、近くにあった大きな池に大蛇が棲み、村人を食っていたが、あるとき、娘を食ったときに、その娘が髪に挿していた櫛が大蛇の咽につまって大蛇が死んだので、娘と櫛を祀ったのが当社の始まりであると伝える。
延喜式神名帳に「越中国射水郡 櫛田神社」として記載される。

## 祭事
秋の例祭（秋季例大祭）では、火渡り神事が有名である。

## その他
射水市出身のステンドグラス作家の大伴二三彌が生前、同神社に愛着を持っていた縁から、ステンドグラスの刺しゅうをあしらったお守りを作成している。また、境内には『大伴二三彌ステンドグラス記念館』（鉄筋コンクリート平屋建て、約90m2、入場無料）が2007年12月2日にオープンしている他、2016年夏には、記念館前にステンドグラスをはめ込んだ灯籠が完成している。
2019年12月には、今上天皇即位を記念して神門（高さ3.6m、幅5.2m、奥行き3.2m）を新設。さらに神門の脇にはステンドグラスの灯篭も設置された。

## 交通
- 駐車場：有り
- 射水市コミュニティバスで｢松原公民館前｣下車すぐ。